# Dragomir Tošić
Dragomir Tošić (ur. 8 listopada 1909 w Belgradzie, zm. 20 czerwca 1985 tamże) – jugosłowiański piłkarz, reprezentant kraju, grający na pozycji obrońcy.

## Kariera piłkarska
Tošić jako zawodnik był związany w latach 1925–1935 z klubem OFK Beograd. Trzykrotnie zdobył mistrzostwo Prva liga Jugoslavije w latach 1930/31, 1932/33 i 1934/35. 
W 1930 został powołany przez trenera Boško Simonovicia na Mistrzostwa Świata. Zajął tam 4. miejsce, lecz nie zagrał w żadnym spotkaniu. 
Tošić po raz pierwszy w reprezentacji Jugosławii wystąpił 3 sierpnia 1930 w przegranym 1:3 spotkaniu z Argentyną. Ostatni raz w drużynie narodowej pojawił się 24 września 1933 w meczu przeciwko reprezentacji Szwajcarii, zremisowanym 2:2. Łącznie w latach 1930–1933 Tošić wystąpił w 11 spotkaniach reprezentacji Jugosławii.  
| Mecze i gole w reprezentacji | Mecze i gole w reprezentacji | Mecze i gole w reprezentacji | Mecze i gole w reprezentacji | Mecze i gole w reprezentacji | Mecze i gole w reprezentacji | Mecze i gole w reprezentacji |
| #                            | Data                         | Miasto                       | Przeciwnik                   | Gol                          | Wynik                        | Rozgrywki                    |
| ---------------------------- | ---------------------------- | ---------------------------- | ---------------------------- | ---------------------------- | ---------------------------- | ---------------------------- |
| 1.                           | 03.08.1930                   | Buenos Aires                 | Argentyna                    |                              | 1:3                          | towarzyski                   |
| 2.                           | 04.10.1931                   | Sofia                        | Bułgaria                     |                              | 2:3                          | Balkan Cup                   |
| 3.                           | 25.10.1931                   | Poznań                       | Polska                       |                              | 3:6                          | towarzyski                   |
| 4.                           | 24.04.1932                   | Oviedo                       | Hiszpania                    |                              | 1:2                          | towarzyski                   |
| 5.                           | 03.05.1932                   | Lizbona                      | Portugalia                   |                              | 2:3                          | towarzyski                   |
| 6.                           | 05.06.1932                   | Belgrad                      | Francja                      |                              | 2:1                          | towarzyski                   |
| 7.                           | 30.04.1933                   | Belgrad                      | Hiszpania                    |                              | 1:1                          | towarzyski                   |
| 8.                           | 07.05.1933                   | Zurych                       | Szwajcaria                   |                              | 1:4                          | towarzyski                   |
| 9.                           | 06.08.1933                   | Zagrzeb                      | Czechosłowacja               |                              | 2:1                          | towarzyski                   |
| 10.                          | 10.09.1933                   | Warszawa                     | Polska                       |                              | 3:4                          | towarzyski                   |
| 11.                          | 24.09.1933                   | Belgrad                      | Szwajcaria                   |                              | 2:2                          | El. MŚ 1934                  |

## Sukcesy
OFK Beograd
- Mistrzostwo Prva liga Jugoslavije (3): 1930/31, 1932/33, 1934/35